# Barthélémy Kotchy
Œuvres principales
- Olifant noir ; suivi de, Chansons africaines (1982)
- Une lecture africaine de Léon Gontran Damas (1989)

Barthélémy Kotchy ou Barthélémy Kotchy-N'Guessan, né en 1934 à Gran-Morié dans sous préfecture d'Agboville. Il est mort le 19 janvier 2019 à Abidjan, est un universitaire, écrivain et homme politique ivoirien, membre-fondateur du Front populaire ivoirien (FPI). Il est depuis le 11 décembre 2008, le Président de l’Académie des sciences, des arts, des cultures d'Afrique et des diasporas africaines (ASCAD).

## Biographie
Barthélemy Kotchy-N'Guessan commence ses études primaires à L'Ecole Primaire d'Agboville et part ensuite à celle de Bingerville. Il obtient le Certificat d'Etudes et poursuit au Petit Séminaire de la même ville. Il part ensuite à Dakar en 1950, au Lycée Van Vollenhoven. En 1959, Il entre à la Faculté des Lettres et Sciences Humaines de Toulouse où il, étudie la poésie-négro africaine d'expression française au Sénégal en 1954.
De retour en Côte d'Ivoire, il intègre la Faculté des Lettres comme Assistant en octobre 1968, et devient Maître-Assistant plus tard.

## Son œuvre
- 1982 : Olifant noir ; suivi de, Chansons africaines (CEDA)
- 1984 : La critique sociale dans l'œuvre théâtrale de Bernard Dadié (Éditions l'Harmattan)
- 1984 : Propos sur la littérature négro-africaine, avec Christophe I-Dailly, (CEDA)
- 1989 : Une lecture africaine de Léon Gontran Damas, (CEDA)
- 1993 : Aimé Césaire, l'homme et l'œuvre, avec Lilyan Kesteloot, (Présence Africaine)
- 2001 : La correspondance des arts dans la poésie de Senghor : essai, (Nouvelles Éditions ivoiriennes)

## Ses écrits critiques
- « L'Ecrivain et son public», « Thôgô-gnini», « l'écrivain et ses moyens d'expression» In Situation et perspectives de la littérature négro-africaine, Annales de l'Université d'Abidjan, série D, Lettres, Tome 3, 1970, pp. 23-25, 45-46, 85-86
- « Evolution historique et caractère du théâtre contemporain», « Le personnage de  Chaka chez Mofolo, S. Badian et Senghor», « Théâtre et public», In Le théâtre négro-africain (Actes du colloque d'Abidjan, 15-29 avril 1970), Présence Africaine, 1971, pp. 45-50, 113-116, 175-178, (Collection cahiers).
- « L'enseignement de la littérature africaine, pour quoi faire?» In Reflexion sur la première décennie des indépendances en Afrique Noire, Présence Africaine, numéro spécial, 3e trimestre 1971, pp. 357-368.
- « L'oeuvre de Léon Gontran Damas», Djassinfoué (revue des Etudiants en Lettre d'Abidjan), n° 8, 1971; n° 9, 1972.
- « Césaire et la culture africaine», « retour aux sources dans la littérature négro-africaine», Ethno-Psychologie, n°2-3, juin-septembre 1972.
- « Césaire et la colonisation», « le conte dans la société africaine», « L'oeuvre de L. S. Senghor », Annales de l'Université d'Abidjan, D, Lettres, tome V, 1972.
- « Un antillais et le monde africain noir : René Maran», Colloque sur la négritude, Université de Paris-Nord, 26-27 janvier 1973.
- « La critique dans l'Afrique traditionnelle» (En collaboration avec Harris Memel-Fote), Colloque sur la critique, Université de Yaoundé, avril 1973.